# ليس للكولونيل من يكاتبه
ليس للكولونيل من يكاتبه (بالإسبانية: El coronel no tiene quién le escriba) هي رواية قصيرة للمؤلف الكولومبي الحائز على جائزة نوبل في الأدب غابرييل غارثيا ماركيث، الرواية تمت كتابتها بين عامي 1956-1957 وتم نشرها لأول مرة عام 1961. وهي أول عمل قصصي طويل كتبه ماركيز ونشره في وقت كان لا يزال يخطو فيه خطواته الأولى في عالم الكتابة الأدبية. كتبها في باريس وهو في وضعية فقر مدقع. وتعد هذه الرواية من روائع الأدب والقصص القصيرة التي كتبها ماركيث وتظهر أنه في قمة الضعف والجوع والكبر في السن لا زال هناك عند الكولونيل (العقيد) شيء يثور من أجله وهو ذكرى ابنه وآمال أصدقاء ابنه. ترجمها صالح علماني إلى العربية عن دار التنوير للطباعة والنشر سنة 04-03-2021.

## نبذة
تحكي الرواية عن كولونيل متقاعد شهد حرب الألف يوم في كولمبيا، استوحى شخصيتها الرئيسة من جد له، كان ضابطاً كبيراً في الجيش. ظل بطل الرواية لمدة خمسة عشر عاما ينتظر أن يتلقى راتب تقاعده، فداوم الحضور إلى مكتب البريد يستفسر عن وصول رسالة أو طرد تعويضا عن خدماته التي قدمها للوطن أثناء الحرب. قتل ابنه عندما ضبط وهو يوزع بيانات سياسية في حلبة صراع الديكة، وكل ما ورثه منه ديك امل أن يبيعه فيوفر بثمنه عيش ثلاث سنوات لكن صديقه المغتني في الحرب قلص ثمنه إلى النصف. ضاقت به الحياة بفعل الفقر ومرض زوجته بالربو ووعدم امتلاكهما من الأثاث الذي يمكن بيعه، كان يعيش هو وزوجته على أمل الانتظار: انتظار الرسالة، انتظار انتصر الديك في المصارعة، انتظار انتهاء سقوط المطر، انتظار تسديد الديون التي تراكمت عليه، ومع ذلك لم ييأس. 
انه الشتاء'، كرر دون يأس. 'كل شيء سيكون مختلفا عندما تنتهي الأمطار'.واقتنع بذلك فعلا، متأكدا انه سيكون على قيد الحياة عندما ستصله الرسالة 

## أسلوب الرواية
تميز أسلوب الرواية كما هو معهود في طريقة الكتابة عند كارسيا بالعمق والغور في نفسيات شخصياته، فهو يصف الفقر فيصل به إلى درجة كبيرة من الدقائق والتفاصيل وكل ما يترتب عنه من هزال ومرض وبرد ورطوبة وتهلهل في الثياب والجذاء وجوع وتضور ومع ذلك فأسلوبه لا يخلو من دعابة وحكم: 
عند الجوع لا يوجد خبز سيء.
إنني اعتني بنفسي لأكون صالحا للبيع. وقد بعت نفسي لمصنع يصنع المزامير

الإنسان لا يموت حين يُقتل، بل حين يُنسى.

## الأهمية الأدبية
على عكس كل أعمال غابرييل غارثيا ماركيث الأخرى، فإن هذه الرواية لا تقع ضمن تصنيف الواقع الخيالي أو الواقع السحري (حيث إن الرواية بها حدث سحري واحد فقط).
اكتسبت هذه الرواية أهميتها وإن لم تكن هي الأشهر، من طبيعة موضوعها بالالتفات للفئات المنسية من المجتمع، وبالتركيز على فقرها وحرمانها من أساسيات الحياة، وكذلك بقدرة غابريال على تكثيف التعبير عن هذه المآسي،  بأسلوب أدبي يجمع بين العمق والدعابة مما مهد الطريق أمام روايته الشهيرة "مائة عام من العزلة"، وكان لرمزية الرواية أهمية أدبية أيضا جسدها الكاتب في عنصر الديك، واستثمار عبثية المصارعة بين الديكة، وتحويل الديك الى رمز للانتظار والأمل.